# Hunneröds mosse
Hunneröds mosse este o arie protejată (arie specială de conservare — SAC, sit de importanță comunitară — SCI) din Suedia întinsă pe o suprafață de 22,5 ha, integral pe uscat.

## Localizare
Centrul sitului Hunneröds mosse este situat la coordonatele 55°29′48″N 13°23′58″E / 55.4967°N 13.3994°E.

## Înființare
Situl Hunneröds mosse a fost declarat sit de importanță comunitară în ianuarie 2002 pentru a proteja 1 specie de animale. Situl a fost protejat și ca arie specială de conservare în martie 2011.

## Biodiversitate
Situată în ecoregiunea continentală, aria protejată conține 8 habitate naturale: Mlaștini turboase de tranziție și turbării mișcătoare, Pășuni din zone de pădure fino-scandinave, Pajiști cu Molinia pe soluri calcaroase, turboase sau argilos-nămoloase (Molinion caeruleae), Liziere de ierburi înalte hidrofile de câmpie și de nivel montan până la alpin, Formațiuni ierboase bogate în specii de Nardus, dezvoltate pe substraturi silicioase în zone montane (și în zone submontane, în Europa continentală), Păduri caducifoliate de mlaștină fino-scandinave, Pajiști fino-scandinave uscate până la mezice, bogate în specii de altitudine mică, Mlaștini alcaline.
La baza desemnării sitului se află o specie protejată de  nevertebrate: Vertigo geyeri.